# Olto
Olto (en griego Ὄλτος, siglo VI a. C.) fue un pintor de vasijas griego del período arcaico tardío que trabajó en Atenas. Entre los años 525 a. C. y 500 a. C.  realizó más de 150 obras que han llegado hasta la actualidad. Dos piezas, ambas copas, expuestas en museos de Berlín y Tarquinia, están firmadas por él como pintor. Fue uno de los mejores pintores de copas, perteneciente a la primera generación de representantes del  Grupo pionero que pintaban con la técnica de figuras rojas.
Dos copas (kílices de figuras rojas) hechas por el alfarero Euxiteo llevan sufirma (ΟΛΤΟΣ ΕΓΡΑΦΣΕΝ - OLTOS EGRAFSEN – ‘Olto me pintó’), mientras que más de cien otros vasos se le han atribuido basándose en el estilo de la pintura.
Inicialmente decoró kílices (especialmente copas de ojos) con una doble decoración (el interior de la copa era de cerámica de figuras negras y el exterior de figuras rojas). Se le atribuyen más kílices con doble decoración que a cualquier otro pintor, pero también pintó vasos de mayor tamaño. Entre los alfareros para los que trabajó se encontraban Cacrilión, Tlesón, Panfeo, Quelis, Euxiteo, incluyendo a Nicóstenes. 
La primera de las copas firmadas, probablemente hallada en Vulci, expuesta en Berlín (Antikensammlung Berlin: F2264) representa la lucha por la muerte de Patroclo en la guerra de Troya, y la segunda, hallada en Tarquinia (Museo Nazionale Tarquiniese RC 6848), representa una reunión ceremonial de los dioses olímpicos, junto con una escena que representa a Dioniso cabalgando en un carro entre ménades y sátiros. Esta copa también lleva una larga inscripción etrusca: ITUN TURUCE VENEL ATELINAS TINAS CLINIIARAS – "Venel Atelinas se la dio a los hijos de Tinia". Estas palabras fueron escritas en etrusco en una copa griega dedicada como ofrenda a los Dioscuros y encontrada en una tumba etrusca en Tarquinia (Tarchnal en etrusco). Sin embargo, la pintura de la copa no tiene nada que ver con los Dioscuros; esta inscripción expresa únicamente las creencias personales del escritor etrusco y no se inspiró en nada del vaso en sí.
Uno de sus vasos sin firmar es un kílix de figuras rojas que se conserva en el Museo Arqueológico Nacional de España (Museo Arqueológico Nacional: n.º inv.  L151), que representa a dos heteras desnudas en un simposio. Una está tocando el diaulós, la otra está jugando al cótabo (los jugadores dejaron un poco de vino en el fondo de su vaso mientras bebían y lo lanzaron a un objetivo elegido). En su obra (especialmente en las copas) prefiere las composiciones simétricas, insertando una sola figura entre motivos de ojos o palmetas. Sus figuras son de complexión robusta y están llenas de vitalidad, mientras que los toques de elegancia se aprecian en los drapeados, palmetas y otros ornamentos.

## Selección de trabajos
- Altemburgo, Lindenau-Museum – copa 224
- Baltimore, Museo de la Universidad Johns Hopkins – fragmento de una kílix AIA B1
- Basel, Museo de arte antiguo de Basilea y colección Ludwig – copa BS 459
- Berlín, Antikensammlung – tazón F 2263 • tazón F 2264 • pátera F 2310 • tazón F 4220 • tazón F 4221
- Boston, Museo de Bellas Artes – kílix 13.83 • fragmento de un kílix 08.31d • fragmento 10.219
- Brunswick, Bowdoin College Museum of Art – fragmento de un kílix 1913.14
- Chicago, Universidad de Chicago (David and Alfred Smart Gallery) – kílix 1967.115
- Fayetteville, Museo de la Universidad – kílix 56.25.15
- Londres, British Museum – kílix E 41 • ánfora E 258 • estamno E 437
- Malibú, Museo J. Paul Getty – kílix 86.AE.276 • kílix 86.AE.277
- Mount Holyoke, Mount Holyoke College Art Museum – kílix 1967.BS.II.11
- Múnich, Staatliche Antikensammlungen – copa 25 93 • copa 2618
- Nueva York, Museo Metropolitano de Arte – psictero 1989.281.69
- Paris, Louvre – fragmento CA 3662 • ánfora G 2 • ánfora G 3
- Tarquinia, Museo archeologico nazionale di Tarquinia  – copa RC 6848
- Vaticano, Museo Gregoriano Etrusco – copa 498
- Parma, Museo archeologico nazionale di Parma – kílix (520-510 a. C.)

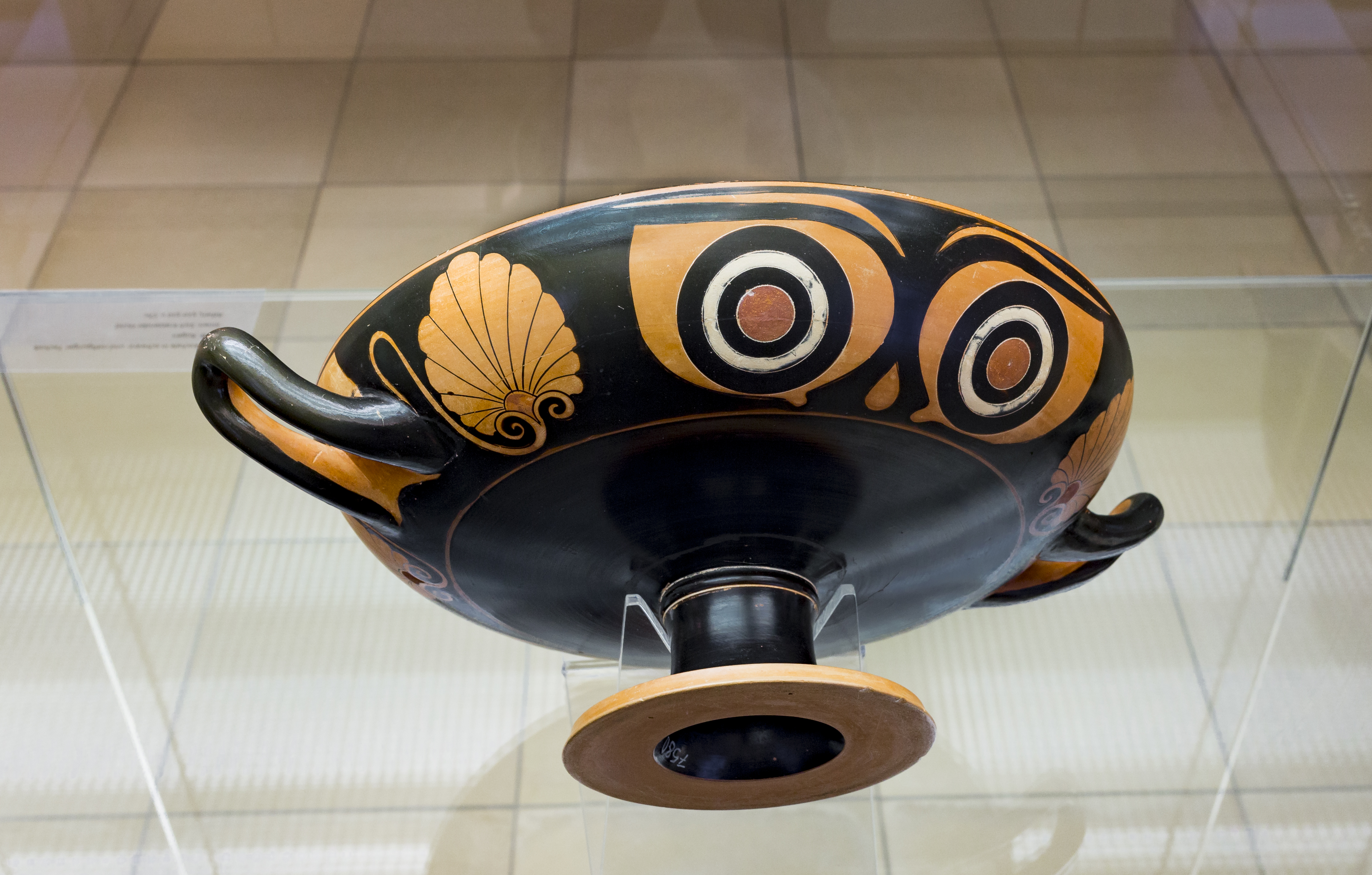
Kílix ático (copa de ojos) con doble decoración, 520 a. C., Staatliche Antikensammlungen 7580, Múnich.
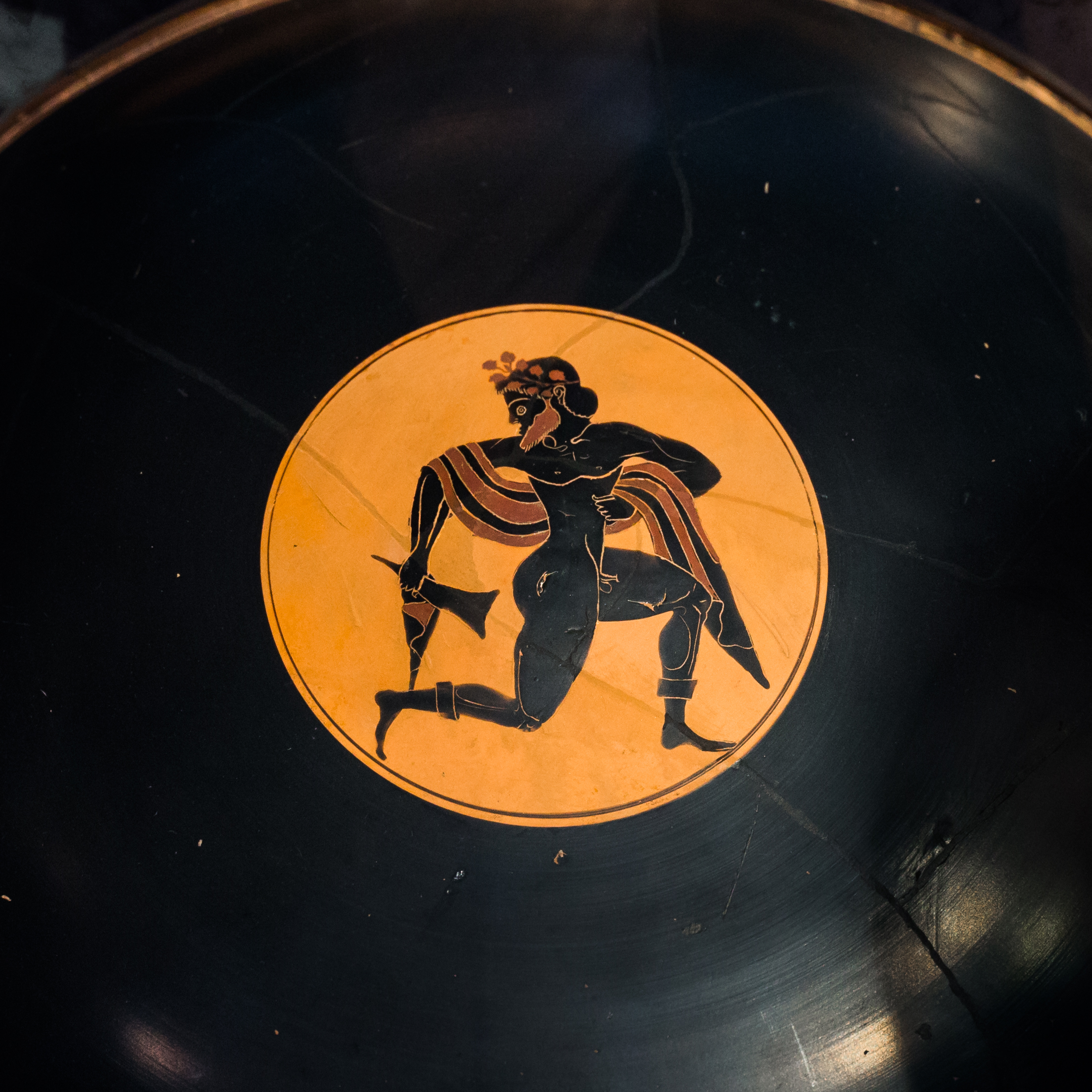
Kílix ático con doble decoración, interior de figuras negras, c. 520 a. C., Museo de Antigüedades de Basilea.
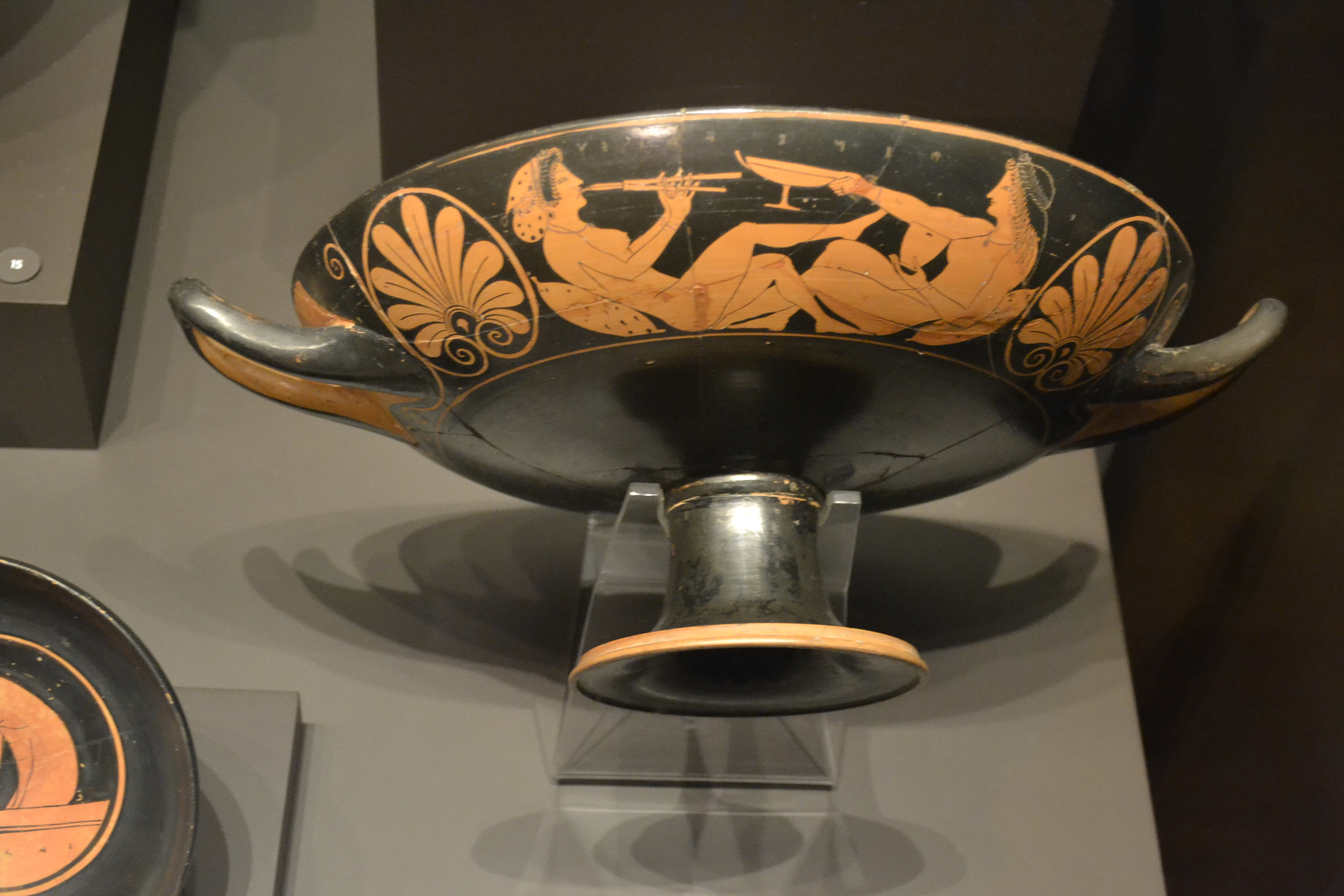
Kílix ático de figuras rojas que representa a heteras en un simposio, c. 510 a. C., Museo Arqueológico Nacional de España,
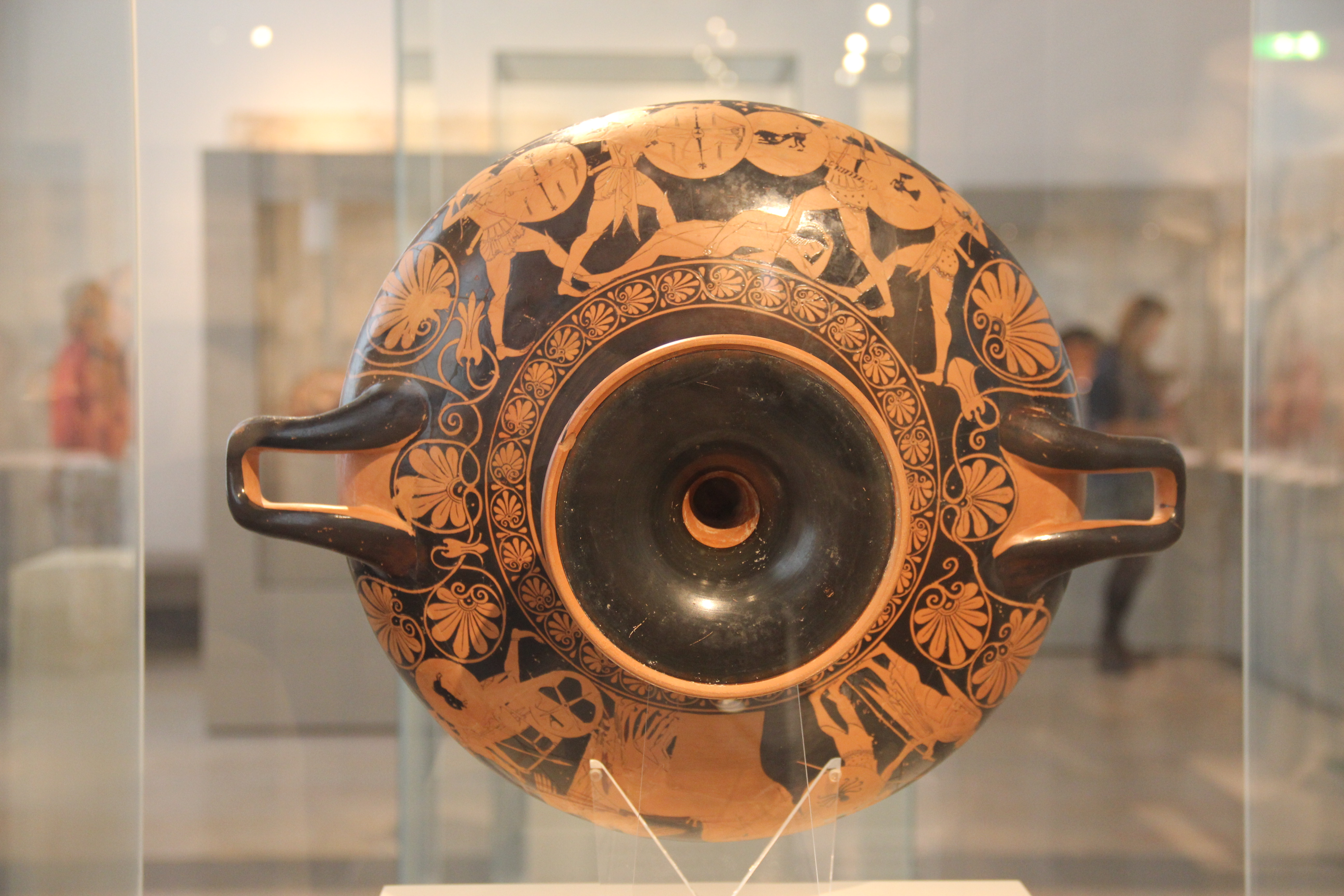
Kylix ático de figuras rojas que representa la lucha sobre el cadáver de Patroclo, 515 – 510 a. C., Museo archeologico nazionale di Tarquinia RC 6848
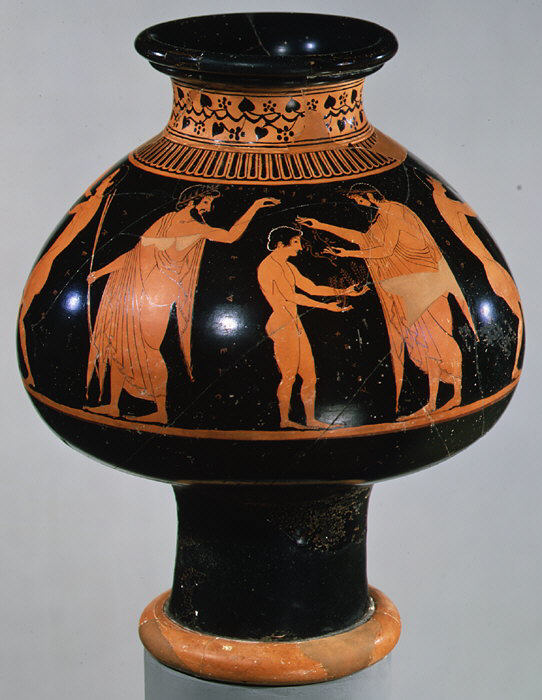
Psictero de figuras rojas, c. 520-510 a. C., Museo Metropolitano de Arte, Nueva York.
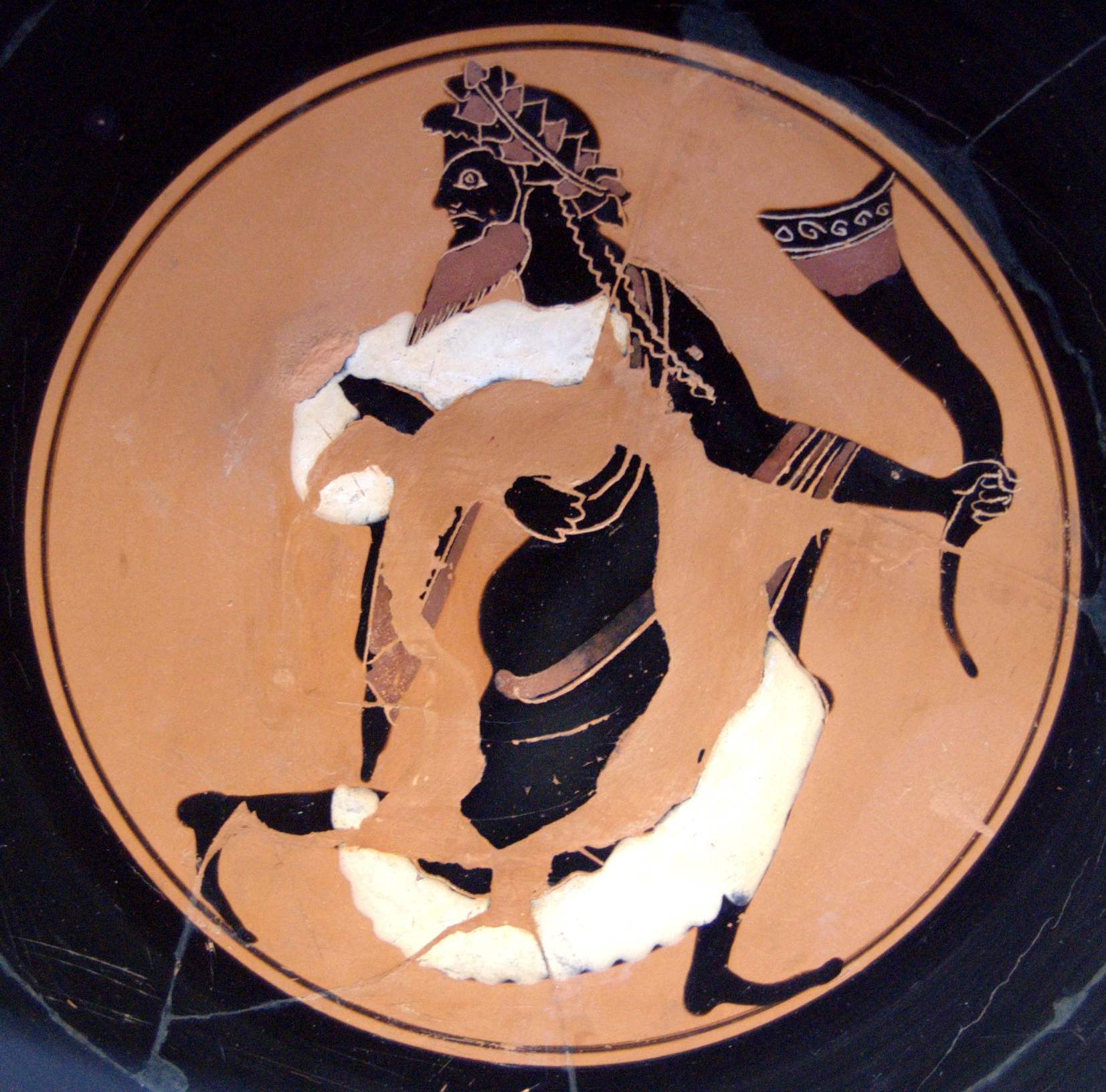
Dioniso, imagen en el interior de una copa bilingüe (Kílix tipo A), Múnich, Staatliche Antikensammlungen (Inv. 2593).